# كدرون
الكَدْرُون هو لباس تونسي تقليدي مقطوع، له أكمام، مصنوع من صوف الأغنام السميك. يتغير شكله حسب المنطقة، يمكن للنساء ارتداؤه (الوطن القبلي وجربة) أو للرجال (جربة وصفاقس والساحل). غالبًا ما يكون داكن اللون: أسود أو بني أو رمادي غامق. يمكن أن يُصنع في جربة من الصوف الأبيض أو البني. لا يحظى الكدرون بشعبية كبيرة في المدن، ويرتديه أساسًا في القرى الفلاحون والصيادون ونحوهم.